# 송도 (금일읍)
송도(松島)는 전라남도 완도군 금일읍에 있는 섬이다. 특정도서로 지정하여 관리되고 있다.

## 특정도서
송도는 지형과 경관이 매우 우수하고, 상록활엽수림(모밀잣나무, 구실잣밤나무) 군락이 발달하였으며, 소형포유류와 족제비가 서식하고 있는 것으로 추정되어 독도 등 도서지역의 생태계보전에 관한 특별법에 의거 특정도서로 지정되었다.
- 지정번호 : 제68호
- 면적 : 197,156m2
- 지번 : 전라남도 완도군 금일읍 충동리 산402 ～산408